# Subdivisions de Lahti
Cet article liste les quartiers et les districts de la ville de Lahti en Finlande.

## Présentation
Lahti est divisée en neuf districts utilisés à des fins statistiques.
Les districts sont découpés en 41 quartiers statistiques qui sont découpés en 169 petites zones statistiques.
Dans de nombreux cas, les quartiers diffèrent de ceux utilisés à des fins statistiques,,. 

## Quartiers par districts
Les quartiers de la ville de Lahti sont les suivants:
| # | Districts                 | Quartiers statistiques 2016,                                                             | Quartiers,                                                                                |
| - | ------------------------- | ---------------------------------------------------------------------------------------- | ----------------------------------------------------------------------------------------- |
| 1 | Keskusta                  | Ydinkeskusta, Itäinen keskusta, Pohjoinen keskusta, Kartano                              | Keski-Lahti, Kartano, Paavola, Kiveriö                                                    |
| 2 | Mukkula                   | Mukkula, Pesäkallio, Kilpiäinen                                                          | Kivimaa, Mukkula, Kilpiäinen, Pesäkallio                                                  |
| 3 | Kivimaa-Kiveriö-Joutjärvi | Niemi, Kivimaa, Kiveriö, Möysä, Vipunen                                                  | Niemi, Kiveriö, Kivimaa, Mukkula, Möysä, Myllypohja, Kytölä                               |
| 4 | Ahtiala                   | Kytölä, Viuha, Kunnas, Ahtiala, Koiskala, Myllypohja                                     | Kytölä, Viuha, Kunnas, Ahtiala, Koiskala, Myllypohja                                      |
| 5 | Kolava-Kujala             | Karisto, Kujala                                                                          | Järvenpää, Kolava, Kujala                                                                 |
| 6 | Laune                     | Asemantausta, Laune, Hennala-Okeroinen, Jokimaa, Renkomäki, Ämmälä, Nikkilä, Kerinkallio | Asemantausta, Laune, Hennala, Okeroinen, Jokimaa, Renkomäki, Ämmälä, Nikkilä, Kerinkallio |
| 7 | Kärpänen                  | Kärpänen, Pirttiharju, Salpausselkä                                                      | Sopenkorpi, Kärpänen, Okeroinen, Pirttiharju, Salpausselkä, Jalkaranta                    |
| 8 | Jalkaranta                | Jalkaranta                                                                               | Jalkaranta                                                                                |
| 9 | Nastola                   | Villähde, Pensuo, Nastola, Uusikylä, Arola, Immilä, Ruuhijärvi, Seesta, Pyhäntaka        | Villähde, Nastola, Uusikylä, Immilä, Ruuhijärvi, Seesta, Koiskala, Pyhäntaka              |